# Atherinella panamensis
Atherinella panamensis е вид лъчеперка от семейство Atherinopsidae. Видът не е застрашен от изчезване.

## Разпространение
Разпространен е в Колумбия и Панама.

## Описание
На дължина достигат до 11 cm.